# Jerzy Król (aktor)
Jerzy Józef Król (ur. 4 listopada 1944, zm. 6 lipca 2020) – polski aktor teatralny i filmowy oraz reżyser teatralny.

## Życiorys
Absolwent polonistyki na Uniwersytecie Śląskim w Katowicach oraz Państwowej Wyższej Szkoły Teatralnej w Krakowie (1973). Na deskach teatralnych debiutował w 1963 roku w Teatrze Akademickim na Uniwersytecie Śląskim. W latach 1973–1975 oraz 1983–1984 był aktorem Teatru Nowego w Zabrzu, natomiast w okresie 1975–1983 – Teatru Śląskiego im. Stanisława Wyspiańskiego w Katowicach. W wyniku swojej postawy podczas stanu wojennego długo pozostawał bez angażu. Po zmianach ustrojowych współpracował z katowickim Teatrem Korez, współtworzył również Teatr Studio w Katowicach. Od 1996 roku objął stanowisko zastępcy dyrektora ds. artystycznych Teatru Nowego w Zabrzu, które piastował przez rok. Następnie, w latach 1997–1998 był członkiem zespołu Teatru im. Ludwika Solskiego w Tarnowie.

W latach 2000–2002 grał rolę kardynała Stefana Wyszyńskiego w wystawianym m.in. na Jasnej Górze w Częstochowie przedstawieniu, opartym na „Zapiskach więziennych” prymasa (reż. Jan Machulski). Natomiast w 2014 roku, wraz z żoną Oksaną Szyjan-Król otworzył w Krynicy-Zdroju alternatywny teatr „Studio K”.

Wystąpił również w pięciu spektaklach Teatru Telewizji (1975-2002) oraz sześciu audycjach Teatru Polskiego Radia (1974–2001).

## Filmografia
- Ślad na ziemi (1978) – odc. 5
- Paciorki jednego różańca (1979)
- Operacja Himmler (1979)
- Karczma na bagnach (1982) – diabeł Smętek
- Blisko, coraz bliżej (1982) – Tomasz Pasternik, syn Róży i Stanika (odc. 3, 5)
- Panny (1983)
- Na straży swej stać będę (1983)
- Zdaniem obrony (1985) – część „Jeździec na ogniu”
- Triumph of the spirit (1989) – więzień
- Na Wspólnej (2002-2020) – Franciszek Szulc
- Czeka na nas świat (2006) – komentator śląskiego Biegu Alkoholików
- Kamczatka (2013) – ojciec Stacha